# Porte de la Cavalerie
La Porte de la Cavalerie est une porte des anciens remparts de la ville d'Arles, dans les Bouches-du-Rhône.

## Histoire
Cette porte des anciens remparts d'Arles doit son nom au quartier qu'elle desservait, depuis le Moyen Âge, à l'est de la ville : le quartier du Bourg-neuf initialement possession de la famille des Baux, ou étaient installés les chevaliers du Temple.
La porte de la Cavalerie date du XIIIe siècle. Elle fut rebâtie au XVIe siècle puis  réhabilitée au XVIIIe siècle. 

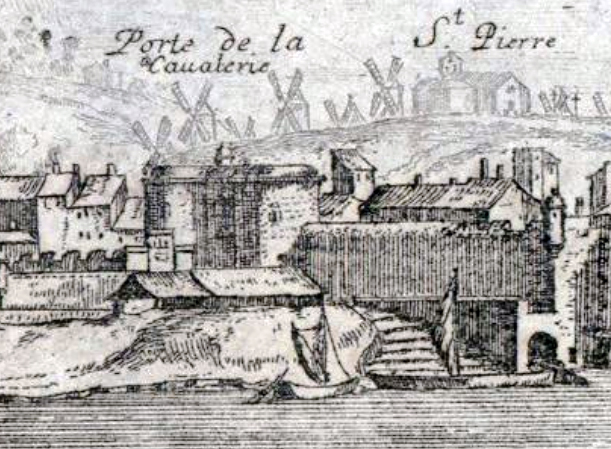
Porte de la Cavalerie (entrée nord de la ville d'Arles) en 1660.
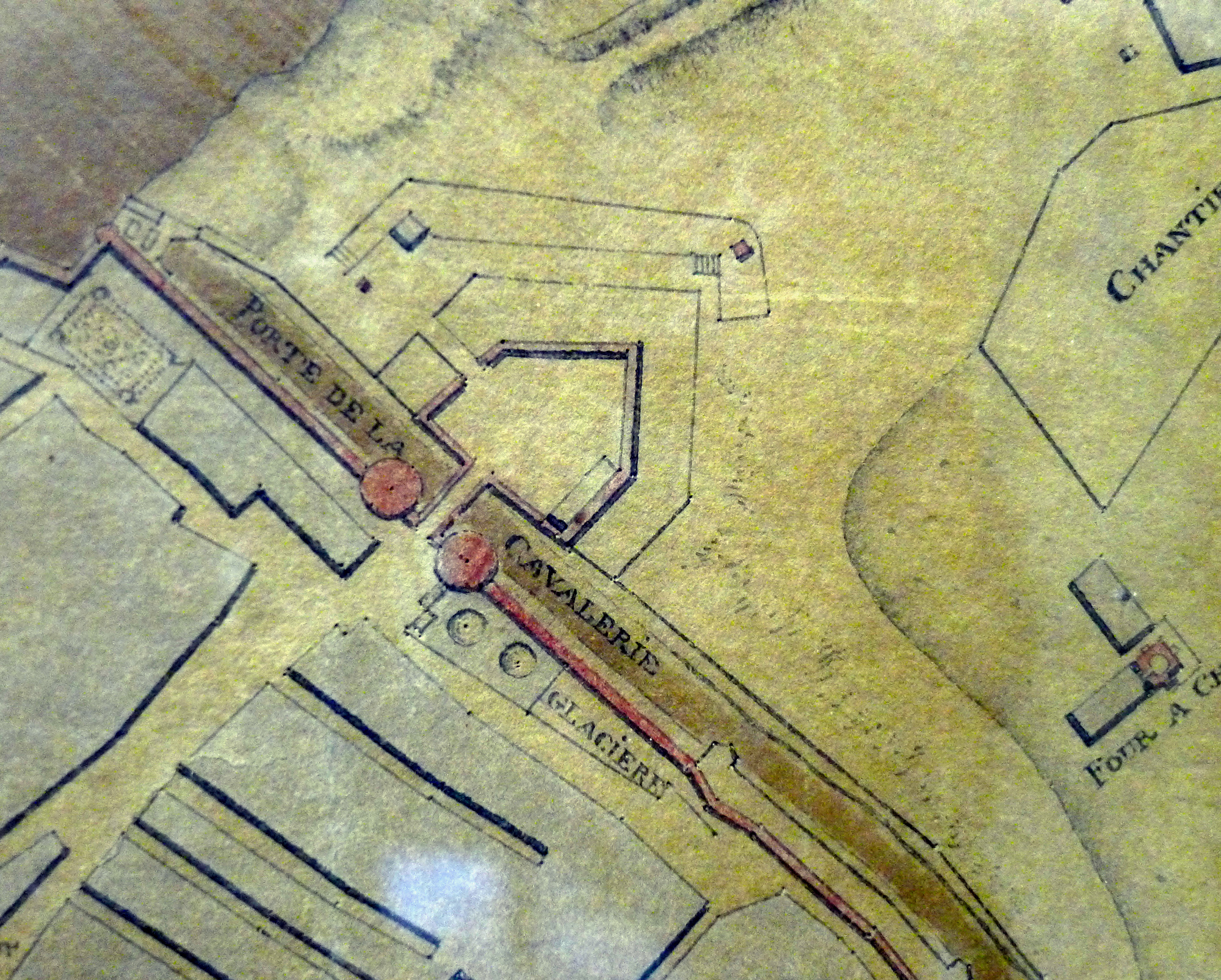
Porte de la Cavalerie sur un plan de 1743.

Ses deux tours rondes latérales furent partiellement endommagées lors de la Révolution française, et en 1877. Elle est classée au titre des monuments historiques depuis le 2 février 1928.